# Вьетнам на летних Азиатских играх 2014
Вьетнам принимал участие в летних Азиатских играх 2014 года в Инчхоне (Республика Корея)

## Медалисты
| Медаль  | Спортсмен          | Вид спорта            | Дисциплина                           |
| ------- | ------------------ | --------------------- | ------------------------------------ |
| Серебро | Тхать Ким Туан     | Тяжёлая атлетика      | Мужчины, до 56 кг                    |
| Серебро | Фан Тхи Ха Тхань   | Спортивная гимнастика | Женщины, упражнения на бревне        |
| Серебро | Куать Тхи Лан      | Лёгкая атлетика       | Женщины, 400 м                       |
| Серебро | Буй Тхи Тху Тхао   | Лёгкая атлетика       | Женщины, прыжки в длину              |
| Бронза  | Нгуен Тхи Ань Вьен | Плавание              | Женщины, 200 м на спине              |
| Бронза  | Нгуен Тхи Ань Вьен | Плавание              | Женщины, 400 м комплексным плаванием |
| Бронза  | Данг Нам           | Спортивная гимнастика | Мужчины, кольца                      |
| Бронза  | Динь Фуонг Тхань   | Спортивная гимнастика | Мужчины, брусья                      |
| Бронза  | Фан Тхи Ха Тхань   | Спортивная гимнастика | Женщины, опорный прыжок              |
| Бронза  | Фам Тхи Тху Хьен   | Тхэквондо             | Женщины, до 62 кг                    |
| Бронза  | Ха Тхи Нгуен       | Тхэквондо             | Женщины, до 67 кг                    |